# Черногория на Европейских играх 2019
Черногория принимала участие на II Европейских играх, которые прошли с 21 по 30 июня 2019 года в Минске. Страна была представлена 11 спортсменами в 5 видах спорта.

## Участие
На этих играх Черногория представлена в 5 видах спорта 11 спортсменами.
| №            | Вид спорта       | Мужчины | Женщины | Общее кол-во |
| ------------ | ---------------- | ------- | ------- | ------------ |
| 1            | Стрельба         | 1       | 1       | 2            |
| 2            | Каратэ           | 2       | 0       | 2            |
| 3            | Стрельба из лука | 0       | 1       | 1            |
| 4            | Дзюдо            | 5       | 0       | 5            |
| 5            | Бокс             | 1       | 0       | 1            |
| Общее кол-во | Общее кол-во     | 9       | 2       | 11           |

## Медали
| Серебро |              |                                  |         |
| №       | Спортсмены   | Вид спорта (дисциплина)          | Дата    |
| 1       | Марио Ходзич | Карате (кумите до 67 кг,мужчины) | 30 июня |